# Fältbiologerna

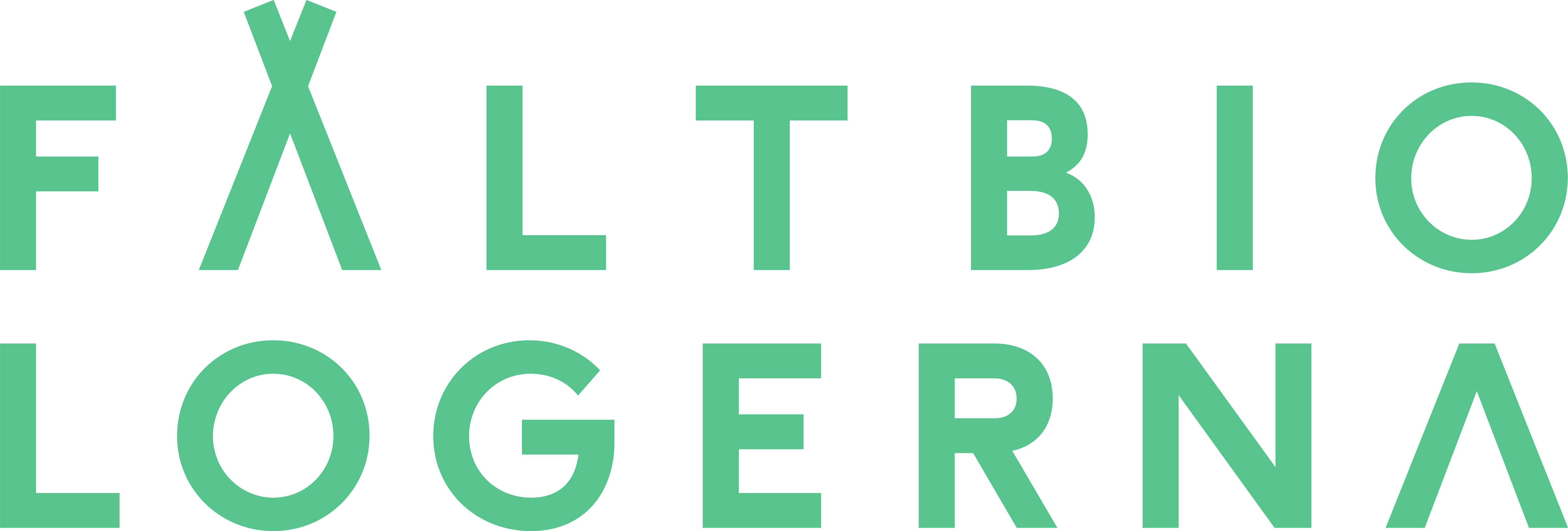
Logo der Fältbiologerna

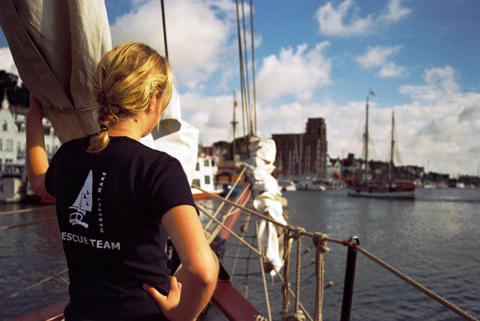
Ablegemanöver der Albin Köbis, Aktionsschiff der Meeresschutzaktion Habitat Mare 2007 in Kappeln. Die Naturschutzjugend und die schwedische Fältbiologerna setzten sich bei der gemeinsamen Aktion für einen nachhaltigeren Ostseeschutz ein.

Fältbiologerna (deutsch: Die Feldbiologen) ist die größte Jugend-Umweltorganisation in Schweden. Fältbiologerna führt den Untertitel „Natur Ungdomar Miljö“ (Natur – Jugend – Umwelt) und ist die unabhängige Jugendorganisation der Svenska Naturskyddsföreningen (SNF).
1958 wurde Fältbiologerna als eigenständige Jugendorganisation der SNF gebildet. Der Jugendverband existierte aber bereits seit 1947. Die Arbeit von Fältbiologerna richtet sich an Jugendliche im Alter zwischen 6 und 25 Jahren. Ältere Mitglieder dürfen laut Satzung keine führende Rolle in dem demokratisch organisierten Jugendverband innehaben. Mit diesem Grundsatz soll verhindert werden, dass die jugendlichen Mitglieder von erwachsenen Funktionären bevormundet werden. Derzeit sind ungefähr 2000 Mitglieder in ganz Schweden aktiv.
Themen von Fältbiologerna sind die klassische Naturbeobachtung und der Naturschutz sowie die Auseinandersetzung mit Umweltproblemen in Schweden. Mitglieder der Organisation arbeiten mittlerweile aber auch zum Klimaschutz, zu Tierrechten, Atomenergie und anderen gesellschaftspolitischen Themen.
Die Organisation gibt die Mitgliederzeitschrift FÄLTBIOLOG (Der Feldbiologe) heraus.
International bestehen Kontakte zu einer Reihe von Jugendumweltorganisationen aus Europa und weiteren Ländern. Fältbiologerna ist Mitglied im europäischen Netzwerk Youth and Environment Europe.

## Organisation
Das höchste Entscheidungsgremium ist RÅM (National Assembly), in dem alle wichtigen Entscheidungen bezüglich des Nationalverbandes getroffen werden. Dazwischen wird die Organisation vom Nationalen Vorstand verwaltet, der auch bei RÅM gewählt wird.
Die Vereine und Bezirke der Fältbiologerna sind unabhängig und entscheiden selbst, was zu tun ist. Das größte Distrikt ist Stockholm-Uppland-Gotland.
Neben Aktivitäten in den Clubs und Distrikten werden auch Aktivitäten in verschiedenen Netzwerken, z. B. dem Waldnetzwerk, organisiert. Die Netzwerke erhalten ihr Budget vom nationalen Verband und sind in ihrem jeweiligen Bereich aktiv.
Seit Dezember 2014 hat Fältbiologerna sein nationales Büro am Medborgarplatsen in Stockholm.

## Deutsch-schwedische Aktivitäten
Im Sommer 2007 führten die Jugendorganisation Fältbiologerna und die Naturschutzjugend des NABU in Kooperation die Aktion Habitat Mare – Rescue Team 2007 durch. 20 Jugendliche aus beiden Organisationen segelten auf zwei Schiffen von Deutschland Richtung Schweden, um auf die Gefährdung der Ostsee aufmerksam zu machen.
Fältbiologerna unterhält auch Kontakte zum Deutschen Jugendbund für Naturbeobachtung.